# 五味哲太
五味 哲太（ごみ てつた、1992年6月30日 - ）は、NHKの元アナウンサー。NHK放送文化研究所の職員。

## 人物
静岡県静岡市出身。東京大学卒業後、2015年入局。鳥取局で2年、高松局で4年夕方のニュース番組を担当したのち、2024年9月から放送文化研究所へ異動。

## 嗜好・挿話
- 座右の銘は「月と話せ」[5]。
- 趣味は読書で、幸田文や内田百閒の随筆が好きという[5]。
- 伝統芸能を見ることも好きで、大学在学時に能を習っていた[5]。

## 現在の担当番組
- ラジオニュース(夜勤)

## 過去の担当番組
鳥取放送局時代（2015年度 - 2019年度）
- NHKとっておきサンデー（2015年6月7日） - 新人お披露目
- 鳥取県のニュース・中継・リポート
- 着信御礼!ケータイ大喜利（実況・2016年3月6日）
- 旅ラジ!「鳥取県」（2016年11月14日、11月15日）
- アナウンサーのディープな夜「中島みゆき　最も心に響く曲は？」（2017年7月31日）
- いろ★ドリ（キャスター・2018年4月2日 - 2020年3月27日）
  - 「五味さんぽ」というコーナーも担当した。
- あさイチ「JAPA-NAVI　鳥取」▽ベニズワイの逆襲から日本一危険な国宝まで（リポーター・2018年10月11日）
- 旬感☆ゴトーチ!「30分で六感治癒!な湯治旅～鳥取 三朝温泉～」（リポーター・2019年2月25日）

高松放送局時代（2020年度 - 2024年8月）
- ゆう6かがわ（キャスター：2020年3月30日 - 2024年3月29日）
- 香川県のニュース・中継・リポート
  - ゆう6かがわ845（ローテーション制）
  - ゆう6かがわサタデー（ローテーション制）
  - ゆう6かがわサンデー（ローテーション制）
- まんで香川きっきょん!?（最終金曜日・月替制）

放送文化研究所時代（2024年9月 - ）
- NHKきょうのニュース（谷口慎一郎の代理キャスター）[6]